# Aita (gioco)
L'Aita è un gioco di squadra di origine militaresca praticato nel Rinascimento nella città di Urbino.
Si trattava di un gioco praticato in estate nell'odierna piazza del Rinascimento, a lato del Palazzo Ducale, dai giovani urbinati, nei momenti di pace, per esercitarsi nel mestiere della guerra, in modo da poter servire come soldati del proprio duca.

## Regole
Si gioca in un campo di terra battuta, fra due squadre da quindici giocatori. Ogni squadra ha come obiettivo quello di prendere la bandiera della squadra avversaria posta su un palo a circa 3,5 metri da terra, in una maniera simile a quella della pallacanestro.
Per arrivare a prendere la bandiera i giocatori di una squadra devono poter sollevare un loro compagno per i fianchi ma questo è reso difficile dai placcaggi fatti ai singoli giocatori dagli avversari.
Se un giocatore placcato finisce in una delle due pozze di fango messe sui due lati lunghi del campo è considerato fuori dal gioco.
Il termine "aita" deriva dal fatto che un giocatore che finisce infangato urla proprio aita (termine che significa "aiuto") ai suoi compagni, che possono toccarlo per rimetterlo in gioco.